# Арбузный стереотип

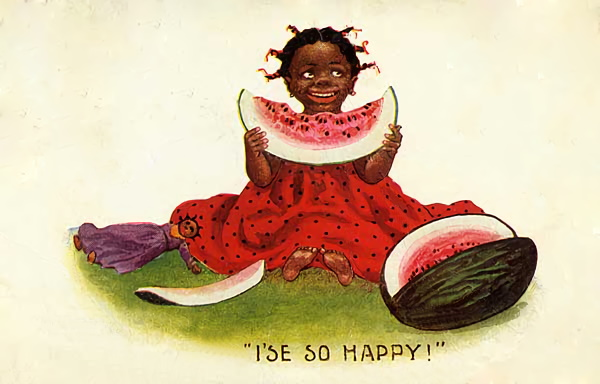
Расистская почтовая открытка 1909 года.

Арбу́зный стереоти́п (англ. watermelon stereotype) — существовавший среди американцев европейского происхождения стереотип о якобы повышенной любви афроамериканцев к арбузам. Восходит ко временам рабства в США, и в расистских кругах культивируется до сих пор.
Этот стереотип считается довольно характерным проявлением расизма в США. При этом фактически он не соответствует истине и многократно опровергался; к примеру, исследование 1994—1996 годов показало, что афроамериканцы, которые в тот момент составляли 12,5 % населения страны, потребляли лишь 11,5 % арбузов в США.
Хотя происхождение этого стереотипа невозможно определить с уверенностью, вероятно, он восходит к временам рабства. Культивирование арбузов было популярным бизнесом среди получивших свободу афроамериканцев в конце XIX века. С другой стороны, сторонники рабства часто использовали арбуз в качестве аллегории, описывая афроамериканцев как «простых людей, которые счастливы, когда вы время от времени бросаете им арбуз и даёте им немного отдохнуть». В течение нескольких десятилетий в конце XIX и начале XX века этот стереотип пользовался широкой популярностью в карикатурах, скульптуре и музыке, даже служил декоративным мотивом для упаковки товаров, предназначенных для повседневного использования.